# لی دا-بین
لی دا-بین (انگلیسی: Lee Da-bin؛ متولد ۷ دسامبر ۱۹۹۶) یک زن تکواندوکار اهل کره جنوبی است. او به‌طور عمده در مسابقات بین‌المللی برای کره جنوبی در رده میان‌وزن شرکت می‌کند.
لی دا-بین در بازی‌های آسیایی در سال‌های ۲۰۱۴ و ۲۰۱۸ نماینده کره جنوبی بود. او در بازی‌های آسیایی ۲۰۱۴ در وزن ۶۲ کیلوگرم زنان به مدال طلا دست یافت. چهار سال بعد، او در وزن ۶۷+ کیلوگرم زنان با شکست دادن کانزل دنیز از قزاقستان در جریان بازی‌های آسیایی ۲۰۱۸ به مدال طلای دیگری دست یافت.